# Svitlana Pasičnik
Svitlana Pasičnik (Ukrajina, Ovidiopol 23. ožujka 1975.), ukrajinska i hrvatska rukometašica, bivša članica Hrvatske rukometne reprezentacije. Igrala je na poziciji srednji vanjski.

## Karijera
U Hrvatsku je došla igrati za ŽRK Zvečevo iz Požege, a nakon toga karijeru nastavila u Podravci.
2005. i 2006. godine Svitlana je proglašena za Hrvatsku rukometašicu godine. Nakon više od 10 godina provedenih u Hrvatskoj, prešla je u rusku Zvezdu iz Zvenigoroda i to joj je bio posljednji klub u karijeri. 